# Piacere Maisano
Piacere Maisano è un programma televisivo di EndemolShine Italy, trasmesso da TV8, di cui è una delle rare esclusive assolute. 
La prima edizione è andata in onda nel 2019, a cui sono seguite alcune puntate speciali dedicate all'emergenza Covid-19 nel corso della primavera del 2020. 
La seconda e ultima edizione, in sei puntate, è in onda su TV8 ogni mercoledì sera in seconda serata, dal 4 novembre al 9 dicembre 2020.

## Programma
Marco Maisano, conduttore del programma, affronta in ogni puntata i grandi temi dell'attualità e le nuove tendenze, con un linguaggio semplice, ma mai superficiale. Nella seconda edizione, con l’ausilio di un telefonino, tanta energia e la sua proverbiale curiosità, offre al telespettatore lo spunto per riflettere e approfondire temi caldi l'energia, la moda, l'immigrazione, il complottismo, la quarta età e le baraccopoli.  

### Ospiti della prima edizione
Tra gli ospiti della prima edizione: Simone Moro, Gianfranco Vissani, Paolo Brosio, Vladimir Luxuria e Debora Villa.

## Edizioni
| Edizione          | Episodi | Prima TV |
| ----------------- | ------- | -------- |
| 1                 | 6       | 2019     |
| Speciale Covid-19 | 4       | 2020     |
| 2                 | 6       | 2020     |
| 3                 | 4       | 2021     |